# Ali Abdalla

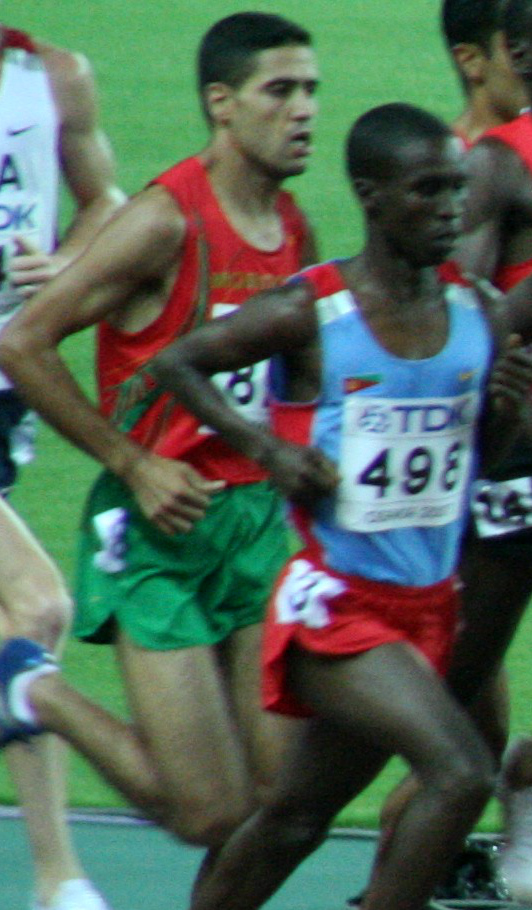
Ali Abdalla (rechts) bei den Weltmeisterschaften 2007

Ali Abdalla (* 2. November 1982) ist ein eritreischer Langstreckenläufer.
2002 wurde er bei den Afrikameisterschaften in Radès Zwölfter über 5000 Meter.
Bei den Crosslauf-Weltmeisterschaften belegte er auf der Kurzstrecke 2003 in Avenches Platz 24 und 2004 in Brüssel Platz 50. 2006 in Fukuoka wurde er auf der Langstrecke Achter und gewann Silber mit der eritreischen Mannschaft.
2007 kam er bei den Crosslauf-Weltmeisterschaften in Mombasa auf den 24. Platz und wurde bei den Weltmeisterschaften in Osaka Zehnter über 5000 Meter.
Bei den Olympischen Spielen 2008 in Peking schied er über 5000 Meter im Vorlauf aus.

## Persönliche Bestzeiten
- 3000 m: 7:44,32 min, 19. Juli 2006, Lüttich
- 5000 m: 13:10,71 min, 20. Juni 2006, Huelva
- 10.000 m: 28:04,58 min, 12. Juli 2008, Vigo